# ARCNet
ARCNET (або ARCnet, від англ. Attached Resource Computer NETwork) — технологія ЛОМ, призначення якої аналогічно призначенню Ethernet або Token ring. ARCNET була першою технологією для створення мереж мікрокомп'ютерів і стала дуже популярною в 1980-х при автоматизації промислової діяльності. Після поширення Ethernet як технологія для створення ЛОМ, ARCNET знайшла застосування у вбудованих системах.
Підтримкою технології ARCNET (зокрема поширенням специфікацій) займається некомерційна організація ARCNET Trade Association (ATA).
Основу комунікаційного обладнання становить:
- Комутатор (switch)
- Пасивний / активний концентратор

Перевагу має комутаторне обладнання, оскільки дозволяє формувати мережеві домени. Активні хаби застосовуються при великій відстані робочої станції (вони відновлюють форму сигналу і підсилюють його). Пасивні — при маленькій.
У мережі застосовується призначений принцип доступу робочих станцій, тобто право на передачу має станція, що отримала від сервера так званий програмний маркер. Тобто реалізується детермінований мережевий трафік.
Переваги підходу:
- Можна розрахувати точний час доставки пакета даних.
- Можна точно розрахувати пропускну здатність мережі.

Зауваження: повідомлення, що передаються робочими станціями, утворюють чергу на сервері. Якщо час обслуговування черги значно (більш, ніж у 2 рази) перевищує максимальний час доставки пакета між двома найвіддаленішими станціями, то вважається, що пропускна здатність мережі досягла максимальної межі. У цьому разі подальше нарощування мережі неможливе і потрібна установка другого сервера.
Граничні технічні характеристики:
- Мінімальна відстань між робочими станціями, які підключені до одного кабелю — 0,9 м.
- Максимальна довжина мережі по найдовшому маршруту — 6 км.

Обмеження, пов'язані з апаратною затримкою передачі інформації при великій кількості комутуючих елементів:
- Максимальна відстань між пасивним концентратором і робочою станцією — 30 м.
- Максимальна відстань між активним і пасивним хабом — 30 м.
- Між активним хабом і активним хабом — 600 м.

Переваги:
- Низька вартість мережевого обладнання та можливість створення протяжних мереж.

Недоліки:
- Невисока швидкість передачі даних.

## Історія
Технологія ARCNET була розроблена інженером Джоном Мерфі (англ. John Murphy) з корпорації Datapoint в 1976 році й анонсована в 1977 році.